# 熊倉和歌子
熊倉 和歌子（くまくら わかこ、1980年 - ）は、日本の歴史学者。専門はイスラーム史。慶應義塾大学教授。日本中東学会理事。日本学術振興会賞、地中海学会ヘレンド賞等受賞。

## 人物・経歴
茨城県生まれ。1998年茨城県立土浦第一高等学校普通科卒業。2002年お茶の水女子大学文教育学部人文科学科卒業。2005年カイロ大学文学部歴史学研究所特別研究員。2011年お茶の水女子大学大学院人間文化研究科比較社会文化学専攻博士後期課程修了、博士（人文科学）。
お茶の水女子大学大学院人間文化創成科学研究科リサーチフェローを経て、2012年日本学術振興会特別研究員（東洋文庫）。2014年東京大学附属図書館アジア研究図書館上廣倫理財団寄付研究部門特任研究員。2015年歴史学研究会委員。2016年早稲田大学イスラーム地域研究機構研究助手。
2018年東京外国語大学アジア・アフリカ言語文化研究所助教。2020年地域研究コンソーシアム賞（登竜賞）受賞。2021年日本学術振興会賞、地中海学会ヘレンド賞受賞。2022年東京外国語大学アジア・アフリカ言語文化研究所准教授。2023年慶應義塾大学経済学部教授、日本中東学会理事。専門は中近世エジプト史などの、イスラーム史、西アジア・中東史、北アフリカ史。

## 著書
- 『中世エジプトの土地制度とナイル灌漑』東京大学出版会 2019年